# Eriocaulon maronderanum
Eriocaulon maronderanum är en gräsväxtart som beskrevs av Sylvia Mabel Phillips. Eriocaulon maronderanum ingår i släktet Eriocaulon och familjen Eriocaulaceae. Inga underarter finns listade i Catalogue of Life.